# قوردریک علیا
قوردریک علیا، روستایی است از توابع بخش صفاییه و در شهرستان خوی استان آذربایجان غربی ایران.

## جمعیت
این روستا در دهستان سکمن‌آباد قرار داشته و بر اساس سرشماری سال ۱۳۸۵ جمعیت آن ۶۲۲ نفر (۱۳۲ خانوار)
بوده‌است.